# Шеврёз, Мария де Роган
Мари́ Эме́ де Рога́н-Монбазо́н, герцогиня де Шеврёз (фр. Marie Aimée de Rohan, duchesse de Chevreuse; декабрь 1600 — 12 августа 1679) — представительница высшей французской аристократии, одна из центральных фигур в водовороте придворных интриг Франции 1-й половины XVII века. Она была удалена от королевского двора за потворство связи Анны Австрийской с герцогом Бэкингемским, за планы сместить Людовика XIII с трона, за передачу Испании выкраденных у своего любовника государственных тайн, за организацию переписки королевы с враждебным Франции испанским королём, а также за участие в заговорах, направленных на физическое устранение кардиналов Ришельё и Мазарини, однако каждый раз возвращалась в Лувр, чтобы с новыми силами включиться в придворную борьбу.

## Биография
Мадемуазель де Монбазон была дочерью герцога де Монбазона, старшего в феодальном клане Роганов, владевшем огромными землями в Бретани и Анжу, от брака с Мадлен де Ленонкур из не менее знатного рода Монморанси, умершей, когда дочери было 2 года.

### Первый брак
В сентябре 1617 года она была выдана замуж за великого сокольничьего и коннетабля Франции Шарля д’Альбера (1578—1621), герцога де Люиня, фаворита Людовика XIII. Он приобщил её к искусству политической интриги, представил её при дворе, где она заслужила дружбу короля и королевы. В декабре 1618 года король назначил её главной фрейлиной королевы. Её влияние на Анну Австрийскую было огромным. В 1620 году герцогиня произвела на свет Людовика-Шарля д’Альбера, восприемником которого стал король.
Дети от первого брака:
- Людовик-Шарль д’Альбер, герцог де Люинь (1620—1699)

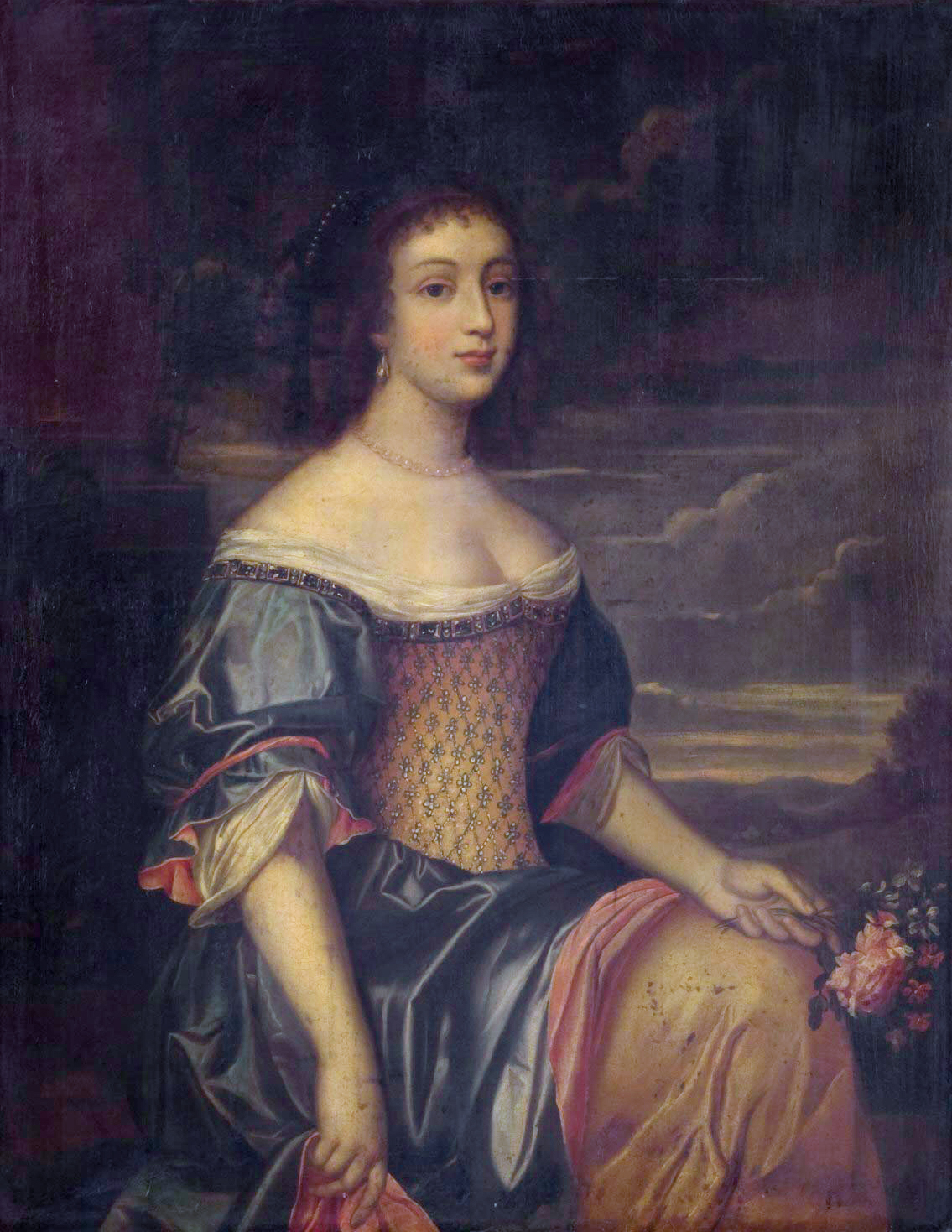
Герцогиня де Шеврёз

- Анна-Мари (1622—1646)

### Второй брак

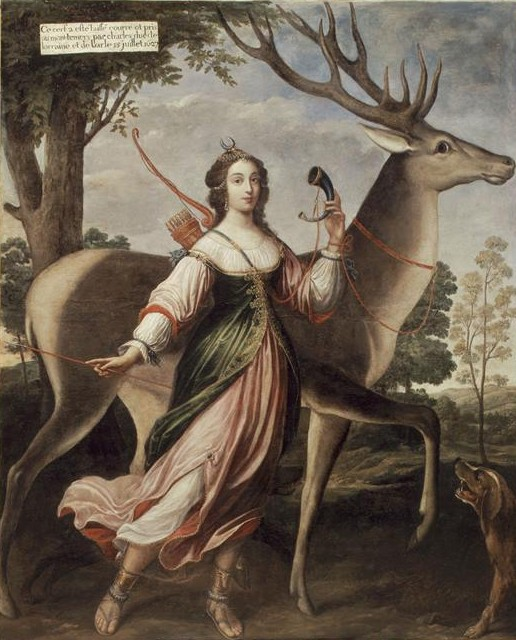
Портрет герцогини де Шеврёз в образе Дианы-Охотницы

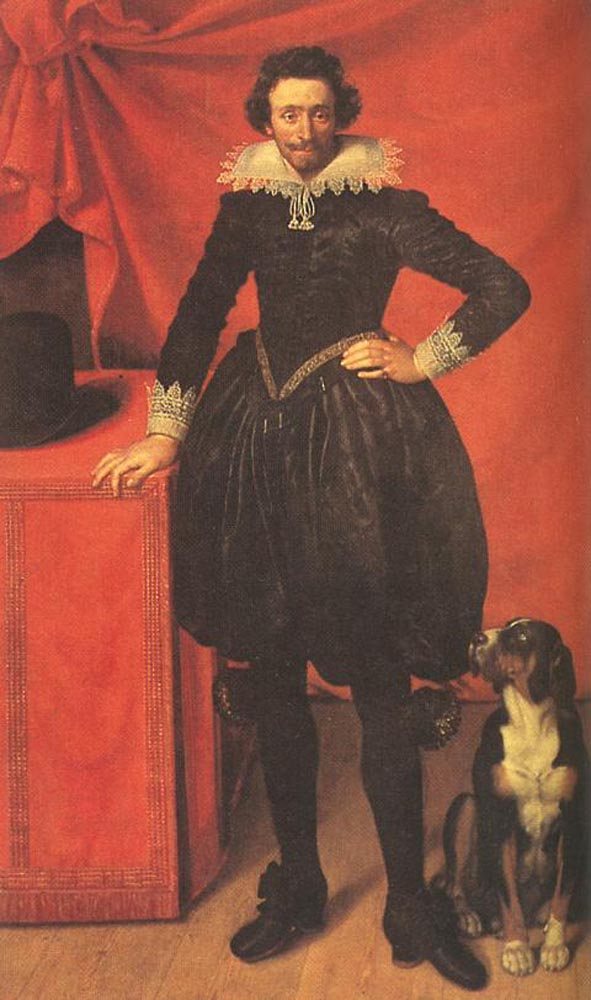
Франс Поурбус Младший. «Портрет герцога де Шеврёза», второго мужа мадам

После смерти де Люиня от «пурпурной лихорадки» (в то время так называли скарлатину) в 1621 году герцогиня вышла замуж за Клода Лотарингского (1578—1657), герцога де Шеврёз (21 апреля 1622). Во втором браке она родила трёх дочерей:
- Анна-Мария (1625—1652) — аббатиса Пон-о-Дам (Pont-aux-Dames).
- Генриетта (1631—1693) — аббатиса Жуара (Jouarre) и позже Пор-Рояля.
- Шарлотта-Мария Лотарингская (1627—1652) — предназначалась в жёны принцу де Конти, стала любовницей кардинала де Реца, играла заметную роль во Фронде. Замуж не вышла.

Ближайшая подруга Анны Австрийской, была удалена от двора после инцидента: играя с ней в коридорах Лувра, катаясь по скользкому полу, королева неловко упала и скинула трёхмесячный плод. Герцог де Шеврез пытался использовать всё своё влияние на то, чтобы герцогиню вернули ко двору.

### Заговоры
Стараясь завоевать потерянные позиции, она спровоцировала или была вдохновительницей ряда придворных заговоров. В их число входили:
- Дело Бэкингема (1623—1624), который скомпрометировал королеву с помощью любовника герцогини Генри Рича (графа Холланда)
- Заговор графа де Шале (1626), который, вдохновлённый своей любовницей герцогиней, собирался убить Ришельё. Шале был обезглавлен.
- Заговор о замене короля Людовика XIII его братом Гастоном Орлеанским.

19 августа 1626 года герцогиня сбежала в Лотарингию, где вступила в связь с Карлом IV, герцогом Лотарингским. Через некоторое время поселилась в замке своего мужа Дампьере, продолжая строить козни ради подрыва королевской власти.
Герцогиня де Шеврез находилась в центре всех интриг иностранных государств против Франции: в частности, переговоры с герцогством Лотарингия и Испанией, ведомые маркизом Шатонефом (Хранителем Печатей). Маркиз пострадал за то, что выступал от имени герцогини и был арестован (1633).
Секретные обмены почтой между Анной Австрийской и её братом, испанским королём, были разоблачены в 1637 году. С помощью Ларошфуко мадам де Шеврез скрылась в Испании, затем переместилась в Англию, и наконец во Фландрию. Она была вовлечена в заговор Людовика Бурбона, графа Суассонского (1641).
В завещании только что умершего Людовика XIII особым пунктом оговаривался запрет герцогине пересекать границы Франции. Потребовалось решение парламента Парижа, чтобы нарушить последнюю волю монарха и герцогиня смогла вернуться.

### При Мазарини
После смерти Ришельё, снова оказавшись во Франции, герцогиня оказалась в центре так называемого «заговора Высокомерных», инспирированного Шатонёфом против Мазарини (1643). После ареста Сезара де Бурбона, герцога Вандомского, она снова пустилась в бегство. Во время Фронды она на время приблизилась к Мазарини (1649—1650), но покинула ряды его сторонников, когда парламентская и аристократическая фронды соединили свои силы в 1651 году.
В 1657 году третьим браком тайно сочеталась с капитаном гвардейцев герцога Гастона Орлеанского маркизом Жоффруа де Лэгом (1614—1674), который был моложе её на полтора десятка лет.

### Смерть
Скончалась в уединении в возрасте 79 лет (1679) в Ганьи (Gagny).
Унаследовав после смерти второго мужа герцогство Шеврёз, она передала его своему сыну от первого брака, его пасынку. Титул перешёл к дому де Люинь, представитель которого, её прямой потомок в 11-м колене, носит его и сегодня.

## В искусстве

### Художественная литература
- 1844 — мадам де Шеврёз упоминается, но ни разу не выводится прямо на сцену как действующее лицо романа Александра Дюма-отца «Три мушкетёра», где она любовница (и любовь) Арамиса[7]. Хронологическая последовательность событий биографии герцогини нарушена — в частности, когда Арамис пишет из-под Ла-Рошели письмо «своей кузине белошвейке» в город Тур, герцогиня ещё находилась в Париже, в свите королевы, в Тур она будет сослана несколько лет спустя.
- 1845 — в следующем романе трилогии «Двадцать лет спустя» автор упоминает о её мимолётной связи с Атосом и о том, что она стала матерью виконта де Бражелона.
- 1847—1850 — в романе «Десять лет спустя или Виконт де Бражелон» (завершающем трилогию о мушкетёрах А. Дюма-отца) де Шеврёз уже является действующим лицом (выведена как «коварная интриганка»).
- 2004 — беллетризированная биография герцогини «Мария — королева интриг» французской романистки Жюльетты Бенцони.
- Герцогиня де Шеврёз фигурирует в романе Дюма-отца «Красный сфинкс» как приближённая Анны Австрийской. Она стала персонажем пьес Дюма и Огюста Маке «Мушкетёры» и «Узник Бастилии».

### Кинематограф
- 1921 — сериал «Три мушкетёра» (Франция) режиссёра Анри Диаман-Берже; в роли — Жермен Ларбодриер.
- 1922 — 20 лет спустя / «Vingt ans après» (Франция) режиссёра Анри Диаман-Берже; в роли — Жоржетта Сорель / Georgette Sorelle.
- 1961 — «Три мушкетёра» (Франция, Италия); в роли — Лена Скерла.
- 1964 — «Сирано и д’Артаньян» (Франция, Италия, Испания); в роли — Жозетт Ларош.
- 1968 — «Человек в железной маске» (Великобритания) режиссёра Хью Дюка; в роли — Соня Дрездель.
- 1975 — «Кардинал де Ретц» (Франция); в роли — Джулия Данкор.
- 1978 — «Мазарини» (Франция) режиссёра Пьера Кардиналя; в роли — Жанна Коллетин.
- 1992 — «Мушкетёры двадцать лет спустя» (Россия, Франция) режиссёра Георгия Юнгвальд-Хилькевича; в роли — Ольга Кабо.
- 2009 — «Королева и кардинал» (Франция, Италия); в роли — Шарли Фуке.
- 2013 — сериал «Три мушкетёра» (Россия) режиссёра Сергея Жигунова; в роли — Екатерина Олькина.
- 2024 — мини-сериал «Опасная дружба» (Франция) режиссёра Алена Тасма; в роли — Келли Депо.

### Пьесы
- Гаэтано Доницетти посвятил свою трагическую оперу «Мария де Роган» (Maria di Rohan, 1843) ей и заговору Шале. Либретто — на основе пьесы Локруа и Эдмона Бадона Un duel sous le cardinal de Richelieu.